# Jarmila Kolářová
Jarmila Kolářová (* 3. listopadu 1933 Fiľakovo) je česká divadelní a filmová herečka.

## Osobní život
Narodila se 3. listopadu 1933. Během studií na DAMU se seznámila s Radoslavem Brzobohatým, s nímž později otěhotněla. Proto se mladý pár v roce 1953 vzal a záhy se narodila dcera Radana. Rodina se přestěhovala z Prahy do Příbrami, odkud ale Radoslav Brzobohatý často dojížděl do Prahy, kde si záhy našel novou přítelkyni. Po deseti letech skončilo manželství rozvodem. 

## Kariéra
Nejznámější je v rámci filmové scény její role soudružky Žaloudkové ve filmu Jak se krade milión, který vznikl pod taktovkou Filmového studio Barrandov v roce 1967. Kolářová si v ní zahrála po boku Rudolfa Hrušínského, Ivana Vyskočila a Josefa Herčíka. Děj této komedie se točí okolo účetního, který objeví cestu, jak okrást společnost, pro kterou pracuje, ovšem neví, co si počít s tolika penězi.